# Kynšperk nad Ohří (stacja kolejowa)
Kynšperk nad Ohří – stacja kolejowa w miejscowości Kynšperk nad Ohří, w kraju karlowarskim, w Czechach. Znajduje się na wysokości 420 m n.p.m.
Jest zarządzana przez Správę železnic. Na stacji znajdują się kasy biletowe, na których istnieje możliwość zakupu biletów na wszystkie pociągi, w tym międzynarodowe, oraz rezerwacji miejsc.

## Linie kolejowe
- Linia kolejowa Chomutov – Cheb